# Mont Bjaaland
Le mont Bjaaland est une montagne d'Antarctique qui émerge de l'inlandsis sous la forme d'un nunatak à l'extrémité du glacier Amundsen. Culminant à 2 675 mètres d'altitude, il est le sommet le plus méridional de la chaîne de la Reine-Maud.

## Histoire
Il est observé avec d'autres sommets voisins pour la première fois en novembre 1911 au cours d'une reconnaissance aérienne. Il est photographié et cartographié en 1964 par l'USGS. L'ACAN lui attribue alors le nom d'Olav Bjaaland, un champion de ski norvégien et l'un des cinq membres de l'expédition Amundsen à gagner pour la première fois le pôle Sud en 1911.

## Référence
- (en) Cet article est partiellement ou en totalité issu de l’article de Wikipédia en anglais intitulé « Mount Bjaaland » (voir la liste des auteurs).